# Ctenotus leae
Ctenotus leae är en ödleart som beskrevs av  George Albert Boulenger 1887. Ctenotus leae ingår i släktet Ctenotus och familjen skinkar. Inga underarter finns listade i Catalogue of Life.